# Booué
Booué è un centro abitato del Gabon, situato nella provincia di Ogooué-Ivindo.